# Jómsvíkinga saga
Jómsvíkinga saga (pol. Saga o jomskich wikingach) – wczesnośredniowieczna saga opisująca założenie Jomsborga przez Palnatokiego, jak też dzieje rozbójniczego bractwa Jomswikingów.
W sadze znajduje się również odniesienie do ostatecznej klęski jomswikingów podczas bitwy w zatoce Hjorungavagr w ostatnich latach X wieku, kiedy to jarl Sigvaldi poprowadził swych wojów do Norwegii celem obalenia przeciwnego wprowadzeniu chrześcijaństwa jarla Haakona Sigurdssona.

## Przekłady polskie
- Saga o wikingach z Jom (Jómsvikinga saga) (Wyd. Armoryka, Sandomierz 2011) – tłumaczenie duńskiego przekładu Carla Christiana Rafna z 1829 r.